# Denis Krivochlikov
Denis Ivanovitch Krivochlikov (en russe : Дени́с Ива́нович Кривошлы́ков ou en anglais : Denis Ivanovich Krivoshlykov), le 10 mai 1971 à Moscou (URSS, aujourd'hui en Russie), est un ancien joueur russe de handball évoluant au poste d'ailier droit.
Il est l'un des rares joueurs à avoir remporté les trois plus grandes compétitions internationales avec l'équipe nationale de Russie puisqu'il est champion d'Europe en 1996, champion du monde en 1997 et enfin champion olympique en 2000.
À l'instar de beaucoup de joueurs russes, il tente l'expérience à l'étranger, mais ne connait finalement que trois clubs au cours de sa longue carrière : le SK Kountsevo  où il a été formé à partir de 1982, puis le CSKA Moscou entre 1994 et 2000 et enfin le club espagnol d'Ademar León où il évolue jusqu'en 2012 à 41 ans.

## Palmarès

### Sélection nationale
- Jeux olympiques[2]
  -  Médaille d'or aux Jeux olympiques de 2000 à Sydney,  Australie
  -  Médaille de bronze aux Jeux olympiques de 2004 à Athènes,  Grèce
  - 6e place aux Jeux olympiques de 2008 à Pékin,  Chine
- Championnats du monde
  -  Médaille d'or au Championnat du monde 1997
  -  Médaille d'argent au Championnat du monde 1999
- Championnats d'Europe
  -  Médaille d'or au Championnat d'Europe 1996
  -  Médaille d'argent au Championnat d'Europe 2000
  - 4e place au Championnat d'Europe 1998
  - 5e place au Championnat d'Europe 2002

### En club
Compétitions internationales
- Coupe d'Europe des vainqueurs de coupe
  - Vainqueur (1) : 2005
  - Finaliste (2) : 2001, 2007

Compétitions nationales
- Championnat de Russie (1) : 1994, 1995
- Championnat d'Espagne (1) : 2001
- Coupe du Roi
  - Vainqueur (1) : 2002
  - Finaliste (2) : 2007, 2010
- Coupe ASOBAL
  - Vainqueur (1) : 2009
  - Finaliste (2) : 2008, 2012
- Finaliste de la Supercoupe d'Espagne en 2002, 2003

### Distinctions individuelles
- Élu meilleur ailier droit du Championnat d'Europe 2002